# Take a break (林沚羿歌曲)
Take a break是香港女歌手林沚羿的出道作，於2023年5月14日由愛爆音樂作數位發行。歌曲由莫凱謙、Gary Ng作曲，Loretta芮淇填詞。

## 背景及發行
林沚羿出身無綫電視歌唱選秀節目《聲夢傳奇》，已簽下無綫電視經理人合約及星夢娛樂歌手合約的她在比賽後開始參與無綫電視各大劇集及綜藝節目，包括其首部參演的校園青春歌舞劇《青春本我》。2022年，林沚羿開始參與無綫電視J2的電視節目，成為其中一位J2ers。入行兩年後，林沚羿於2023年5月14日推出首支個人派台歌曲Take a break，正式出道。歌曲透過愛爆音樂發行，並被派送至新城電台、香港電台及香港商業電台。

## 創作與製作
|          | 其實出歌最擔心是大家的反應，雖然我都清楚人永遠有兩批，因為首歌外國元素比較重，而自己粵語表達又未夠信心，開心出來結果幾好，算是幾得人鍾意，哈哈！ |
| ——林沚羿 | |

Take a break歌曲構思源於香港人生活節奏快，對於浪費時間有罪惡感，歌曲提醒樂迷生活有效率、有成果同時也可以快活，亦帶出「休息並不等於是弱者、不等於做錯事」的重要訊息。在錄音過程中，最令林沚羿花時間的是中文歌詞。副歌部份需要分出不同的唱法、層次。林沚羿曾在英國留學，因此中文咬字是錄音過程中最大的難題。為此，歌曲監製Yohee為她在每一隻字上寫拼音，協助她順利錄音。

## 曲目
1. Take a Break[8]
  - 作曲：莫凱謙、Gary Ng
  - 作詞：Loretta芮淇
  - 編曲：莫凱謙
  - 監製：Yohee

## 歌曲列表
| 線上下載 串流媒體 | 線上下載 串流媒體 | 線上下載 串流媒體 |
| 曲序              | 曲目              | 时长              |
| ----------------- | ----------------- | ----------------- |
| 1.                | Take a Break      | 4:37              |

## 宣傳
歌曲推出後，林沚羿於2023年5月20日出席上水廣場《520 Lovely Music Party新歌巡禮》，並演唱Take a break。

## 電台派台成績

### 香港電台第二台中文歌曲龍虎榜走勢
| 週次     | 第24週  | 第25週  |
| 放榜日期 | 6月17日 | 6月24日 |
| 榜上位置 | 20      | 14      |
| -------- | ------- | ------- |

### 新城知訊台勁爆本地榜 走勢
| 週次     | 第25週  | 第26週 |
| 放榜日期 | 6月24日 | 7月1日 |
| 榜上位置 | 20      | 5      |
| -------- | ------- | ------ |

### TVB勁歌金榜走勢
| 週次     | 第24週  | 第25週  | 第26週 | 第27週 | 第28週  |
| 放榜日期 | 6月17日 | 6月24日 | 7月1日 | 7月8日 | 7月15日 |
| 榜上位置 | 17      | 9       | 15     | 11     | 14      |
| -------- | ------- | ------- | ------ | ------ | ------- |

### 各大流行榜最高位置
| 樂壇流行榜     | 最高位置 |
| -------------- | -------- |
| 新城勁爆本地榜 | 5        |
| 勁歌金榜       | 9        |
| 中文歌曲龍虎榜 | 14       |

## 參與資料
1. ↑  董欣琪. . 香港01. 2021-12-02  [2022-04-11]. （原始内容存档于2022-03-12） （中文（香港））.
2. ↑  冼麗宜. . 明報周刊. 2023-07-07  [2023-07-10]. （原始内容存档于2023-07-15） （中文（香港））.
3. ↑  . Apple Music.   [2023-07-10]. （原始内容存档于2023-07-10） （美国英语）.
4. ↑  . 新城知訊台.   [2023-07-10]. （原始内容存档于2023-07-10） （中文（香港））.
5. ↑  . 星島頭條. 2023-07-13  [2023-07-14]. （原始内容存档于2023-07-15） （中文（香港））.
6. ↑  . 香港經濟日報. 2023-06-21  [2023-07-10]. （原始内容存档于2023-07-10） （中文（香港））.
7. ↑  . STARSHK. 2023-06-30  [2023-07-10]. （原始内容存档于2023-07-15） （中文（香港））.
8. ↑  ,   [2023-07-12], （原始内容存档于2023-07-12） （中文（香港））
9. ↑  am730. . am730. 2023-05-21  [2023-07-14]. （原始内容存档于2023-07-15） （中文（香港））.
10. ↑  ,   [2023-07-14], （原始内容存档于2023-07-14） （中文（中国大陆））